# 芦坪乡
芦坪乡，是中华人民共和国湖南省怀化市鹤城区下辖的一个乡镇级行政单位。

## 行政区划
芦坪乡下辖以下地区：
张家村、芦坪村、尽远村、坪星村、楼城坳村、壮丁村、远垅村、长潭村、刘家村、江垅湾村、水杉溪村和大门溪村。

## 中国传统村落
2013年8月，尽远村被评为第二批中国传统村落。